# داليا (مطربة)
داليا (القرن 20 -) هي مغنية مصرية.

## حياتها ونشأتها ومسيرتها
ولدت بالمنصورة، اكتشفها الكاتب المصري جمال سلامة ، غنت بديو في العديد من الأغاني في ألبوم حميد الشاعري عام 1994،منها هدى موقات ، مما ساعدها في خلال مسيرتها الفنية.
ثم الأغاني المنفردة مع المغني وإيهاب توفيق والممثل والمغني الكويتي أحمد جوهر . غنت كذلك في المسرحية الموسيقية المصرية القدس ها ترجع لنا . لاقى ألبومها الأول في عام 1998 نجاحاً كبيرًا، لكن بعد إصدار الألبوم الثاني فشل في تحقيق أي جمهور سنة 1999.